# 37 Pułk Piechoty Cesarstwa Austriackiego
37 Pułk Piechoty Cesarstwa Austriackiego – jeden z austriackich pułków piechoty okresu Cesarstwa Austriackiego.
Okręg poboru: Węgry.
Podczas wojny polsko-austriackiej w 1809 wchodził w skład Brygady Piechoty Franza von Pflachera w Dywizji Piechoty Ludwiga Ferdinanda von Mondeta. Posiadał 3 bataliony a jego dowódcą był Karol Philippi von Weidenfeild.

## Mundur
- Typ: węgierski
- Bryczesy: błękitne
- Wyłogi: szkarłat (według niektórych źródeł: 1806 pąsowy, 1810 jasna czerwień)
- Guziki: żółte

## Garnizony
- 1801 Grosswardein/ Oradea (Rumunia)
- 1806 Ofen/ Buda/ część Budapesztu
- 1807 Kraków
- 1808 Komorn/ Komárno (Słowacja)
- 1810 Lemberg/ Lwów
- 1814 Pawia (Włochy)
- 1815 Krosno